# Suzanne Adams
Suzanne Adams, zam. Stern (ur. 28 listopada 1872 w Cambridge w stanie Massachusetts, zm. 5 lutego 1953 w Londynie) – amerykańska śpiewaczka, sopran.

## Życiorys
Kształciła się u Jacques’a Bouhy w Nowym Jorku i u Mathilde Marchesi w Paryżu, debiutowała w 1895 roku w Operze Paryskiej rolą tytułową w Romeo i Julii Charles’a Gounoda. Od 1898 roku związana była z Covent Garden Theatre w Londynie, występowała też gościnnie w nowojorskiej Metropolitan Opera. Była zamężna z wiolonczelistą Leo Sternem, po jego śmierci w 1904 roku zrezygnowała z kariery scenicznej. W kolejnych latach zajmowała się nauczaniem śpiewu.
Oprócz partii Julii w operze Gounoda wykonywała m.in. role Donny Elviry w Don Giovannim, Małgorzaty w Fauście, Neddy w Pajacach, Małgorzaty de Valois w Hugonotach, Micaëli w Carmen. Dokonała wielu nagrań płytowych.